# Talit (Égypte)
Pour l’article homonyme, voir Talit.
Talit (Ṭalīt, arabe طليت) est un village disparu du Fayoum, situé le long du canal du Gharaq (ancien canal de Tanabṭawayh), à quelques kilomètres à l’ouest de Tebtynis.

## Historique
Ses habitants abandonnèrent les lieux à la fin du XIe siècle en raison de la désertification de la région et de l’ensablement du canal.
A l’époque fatimide, Ṭalīt était une bourgade peuplée à la fois de chrétiens et de musulmans. Elle est surtout connue pour son tribunal islamique, qui était présidé par un substitut du cadi de Madīnat al-Fayyūm.